# Tevester Anderson
Tevester Anderson (Canton, 26 febbraio 1937) è un allenatore di pallacanestro statunitense.